# Liz Vassey
Elizabeth "Liz" Vassey (Raleigh, 9 de agosto de 1972) é uma atriz estadunidense, mais conhecida por interpretar Captain Liberty na série de televisão de 2001 The Tick e Wendy Simms em CSI: Crime Scene Investigation.

## Carreira
Vassey interpretou Emily Ann Sago na comédia All My Children entre 1988 a 1991. Em  2004 a 2005 fez aparições na série  Tru Calling como Drª Carrie Allen. Fez aparição em Two and a Half Men, no episódio "The Last Thing You Want to Do Is Wind Up with a Hump" (2003) no papel de Kate  e posteriormente apareceu nos episódios "Twanging Your Magic Clanger"  e "The Crazy Bitch Gazette"  (2010) no papel de Michelle.
Desde 2005 Vassey tem interpretado o papel de Wendy Simms em CSI: Crime Scene Investigation. Na décima estação, foi promovida ao elenco regular e passou a ter seu nome entre os créditos. Saiu na décima primeira temporada.
Vassey fez uma figuração no musical de Joss Whedon Dr. Horrible's Sing-Along Blog, como "Fury Leika".
Junto à também atriz Kristin Bauer, Vassey possui uma empresa chamada Neurosis to a T(ee), que projeta e vende camisetas contendo frases para o público feminino. Os slogans contêm sátiras alusivas às neuroses e preocupações típicas das mulheres, muitas vezes relacionadas aos relacionamentos.

## Filmografia principal
- Married with Children T-R-A Something, Something Spells Tramp (1992)
- Beverly Hills, 90210 (1992) como Marcie St. Claire
- Calendar Girl (1993) como Sylvia
- The Secrets of Lake Success (1993) como Suzy Atkins
- The New Leave It to Beaver (1988, 1989) as Candy
- All My Children (1988–1991) como Emily Ann Sago Martin
- Star Trek: The Next Generation: "Conundrum" (1992) como Kristin.
- Grapevine: "The Janice and Brian Story" (1992) como Janice
- ER (1994) como Liz
- Saved by the Bell: Wedding in Las Vegas (1994) como Carla
- Pig Sty (1995) como Tess Galaway
- The Adventures of Captain Zoom in Outer Space (1995) como Princess Tyra, líder de Pangea
- Brotherly Love (1995-1997) como Lou Davis
- Maximum Bob (1998) como Kathy Baker
- The Tick (2001–2002) como Captain Liberty/Janet
- Push, Nevada (2002) como Dawn F. Mitchell
- Two and a Half Men (2003) como Kate, 1 episódio: "The Last Thing You Want Is To Wind Up With A Hump"
- Nikki and Nora (2004) (somente no piloto) como Nikki
- Man of the House (2005) como Maggie Swanson
- Tru Calling (2005) como Drª Carrie Allen
- CSI: Crime Scene Investigation (2005-2010) como Wendy Simms
- Dr. Horrible's Sing-Along Blog (2008) como Fury Leika
- Nikki & Nora: The N&N Files (2013-presente) como Nikki Beaumont

## Prêmios
- Foi indicada para o Emmy Award como jovem atriz de série dramática em 1990, por All My Children.